# A che gioco giochiamo?
A che gioco giochiamo? era un gioco culturale televisivo a premi di Guido Castaldo, Corima, Franco Torti, basato sulla conoscenza e sulla divulgazione dell'arte pittorica, trasmesso nel 1969 sul Programma Nazionale e condotto da Corrado dal Teatro delle Vittorie in Roma, con la partecipazione di Valeria Fabrizi e con le vallette  Graziella Chiappalone (che vinse Miss Italia nel 1968) e Maria Pia Giancaro (che partecipò nel 1968 a Miss Mondo). Le coreografie erano di Paul Steffen. L'orchestra era diretta da Marcello De Martino, con il coro I Cantori Moderni di Alessandroni. La regia era di Lino Procacci. Il programma andava in onda il giovedì sul Programma Nazionale.
Al gioco prendevano parte quattro giocatori divisi in due squadre. I partecipanti dovevano ricostruire l'immagine di un quadro famoso, precedentemente diviso in riquadri più piccoli. La squadra che terminava per prima la ricostruzione vinceva la somma in palio e poteva raddoppiarla se rispondeva esattamente a quattro domande. Al programma intervenivano cantanti e altre persone del mondo dello spettacolo, che non si limitavano ad esibirsi, ma intervenivano nel meccanismo del gioco. La puntata d'esordio del 27 febbraio del '69 vede in scena due coppie famose in gara per beneficenza:  Edmondo Bernacca ed Enza Sampò, Nando Martellini e la conduttrice televisiva Margherita Guzzinati.
In palio c'erano due milioni di lire. Ospiti celebri che hanno partecipato, fra gli altri, nelle varie puntate: Mina, Patty Pravo, Claudio Villa, Tony Renis, Don Backy, Ciccio Ingrassia, Franco Franchi, Sandie Shaw, Giorgio Gaber, Dalida, Caterina Caselli, Orietta Berti, Assia Noris, Margaret Lee. La sigla del programma (omonima), che fra gli autori del testo vede Corrado stesso, era eseguita da I Cantori Moderni di Alessandroni all'inizio e da Jimmy Fontana con i 4 + 4 di Nora Orlandi alla fine di ogni puntata.